# Гаїчка канадська
Гаїчка канадська (Poecile hudsonicus) — вид горобцеподібних птахів родини синицевих (Paridae).

## Поширення та екологія
Поширений в Канаді, Алясці та північних окраїнах континентальної частини США. Гніздиться в хвойних лісах. Птахи залишаються в межах ареалу розмноження цілий рік, але іноді мігрують на південь взимку. Пара залишається разом протягом року і може спаровуватися на все життя. Ці птахи добувають їжу на хвойних гілках, поїдаючи в основному комах і насіння. Вони часто харчуються невеликими зграями разом з іншими дрібними птахами, особливо взимку.

## Опис
Птах сягає до 14 см завдовжки, що робить цей вид одним із найбільших видів синиць у Північній Америці. Він має сіро-коричневу верхівку голову з коричневим чубчиком, сірі крила та сірий хвіст. Щоки помітно сірі. Нижня сторона переважно біла з коричневими частинами боків і чорним горлом. Залежно від підвиду боки та боки тіла тьмяно-каштанові, червонувато-коричневі або коричневі. Має короткий темний дзьоб, короткі крила і довгий роздвоєний хвіст.

## Підвиди
- Poecile hudsonicus columbianus Rhoads, 1893 — південна Аляска, західна Канада до північного Вашингтона.
- Poecile hudsonicus farleyi Godfrey, 1951 — південно-центральна Канада.
- Poecile hudsonicus hudsonicus J.R. Forster, 1772 — від центральної Аляски до східної Канади.
- Poecile hudsonicus littoralis H. Bryant, 1865 — Південно-Східна Канада і північний схід США.
- Poecile hudsonicus stoneyi Ridgway, 1887 — північна Аляска та Північно-Західна Канада.